# 小行星9170
小行星9170（英語：9170）是一颗围绕太阳公转的小行星。1988年10月3日，上田清二、金田宏在钏路市发现了此天体。
这颗小行星的绝对星等为165.3032052288767等。